# Hans-Gert Pöttering
Hans-Gert Hermann Pöttering (n. 15 septembrie 1945, Bersenbrück, Saxonia Inferioară) este un politician creștin-democrat german, membru al CDU. A fost președinte al Parlamentului European între 16 ianuarie 2007 și 14 iulie 2009, organism din care face parte din 1979, anul în care au avut loc primele alegeri directe pentru acest for.
Alegerea sa în funcția de președinte al Parlamentului European a avut loc cu voturile reunite ale creștin-democraților și socialiștilor europeni, ca urmare a înțelegerii din 2004, când grupul creștin-democrat și cel socialist au căzut de acord să-l aleagă pentru prima jumătate a legislaturii pe socialistul Josep Borrell, iar în a doua jumătate a legislaturii președinția a fost preluată de reprezentantul creștin-democrat.